# Ľubomír Meszároš
Ľubomír Meszároš (* 23. března 1979) je slovenský fotbalový útočník. Za rok 2000 vyhrál cenu Petra Dubovského, která se na Slovensku uděluje nejlepšímu slovenskému hráči do 21 let.

## Klubová kariéra
Fotbal začal hrát ve svých 7 letech v bratislavském Slovanu, kde také nastoupil do profesionálního fotbalu. Celkem vstřelil během svého účinkování ve Slovanu Bratislava 39 gólů a odehrál 122 zápasů. Poté, co působil v zahraničních ligách v Řecku a Turecku, se v létě 2005 vrátil do Slovanu Bratislava a podepsal smlouvu do roku 2009. S "belasými" získal v ročníku 2008/09 mistrovský titul.
Po jejím vypršení přestoupil v červenci 2009 do českého klubu Dynamo Č. Budějovice, kde se v prvním ligovém zápase hned uvedl vstřeleným gólem proti Jablonci. Utkání skončilo remízou 1:1.
V září 2010 přestoupil do Tatranu Prešov.

## Reprezentace
Ľubomír reprezentoval Slovensko již v mládežnických výběrech. V roce 2000 byl členem slovenského týmu U21, jenž obsadil na domácím Mistrovství Evropy hráčů do 21 let 4. místo.
V A-mužstvu Slovenska odehrál v letech 2000-2002 celkem 8 zápasů, přičemž vstřelil jeden gól. Bylo to 28. března 2001 v kvalifikačním utkání na Euro 2002 proti domácí hostujícímu Ázerbájdžánu. Meszároš vstřelil v 57. minutě třetí gól slovenského týmu a uzavřel tak skóre na konečných 3:1 ve prospěch domácích.

### Reprezentační zápasy a góly
Zápasy Ľubomíra Meszároše v A-mužstvu slovenské reprezentace
| Rok    | Zápasy | Góly |
| ------ | ------ | ---- |
| 2000   | 5      | 0    |
| 2001   | 2      | 1    |
| 2002   | 1      | 0    |
| Celkem | 8      | 1    |

Seznam gólů Ľubomíra Meszároše v A-mužstvu slovenské reprezentace
| Gól | Datum       | Stadion                                        | Soupeř      | Skóre (min.) | Výsledek | Soutěž                   |
| --- | ----------- | ---------------------------------------------- | ----------- | ------------ | -------- | ------------------------ |
| 010 | 28. 3. 2001 | Štadión Antona Malatinského, Trnava, Slovensko | Ázerbájdžán | 03:1 0(57.)  | 3:1      | kvalifikace na Euro 2002 |